# Fuoco nero
Fuoco nero è un film italiano drammatico del 1951 diretto da Silvio Siano.

## Trama
Fuoco nero è un cavallo da corsa. Bruno, il suo fantino, troppo preso dagli allenamenti non si accorge che l'annoiata moglie Maria lo tradisce con il fratello Stefano, un uomo senza scrupoli appena tornato dall'estero.
Il giorno della corsa si fa vivo un vecchio complice che era stato tradito da Stefano, dopo la lite nasce una sparatoria.
Mentre il cavallo vince la gara Stefano uccide il complice che però colpisce a morte Maria che spira tra le braccia del marito dal quale ha ottenuto il perdono. Ravveduto Stefano decide di costituirsi.

## Incassi
Incasso accertato a tutto il 31 marzo 1959: 51.736.054 lire dell'epoca.

## Critica
"Film di un certo impegno anche se modesto, ma la ritardata uscita ha fatto si (sic) che a Roma sia passato quasi inosservato. L'azione si svolge in una piccola località in cui è molto sentita la passione per le gare ippiche ("Fuoco nero" è il nome di un cavallo) e nella quale si danno periodicamente convegno alcuni amatori di questo sport. Su tale sfondo si innesta e si sviluppa una vicenda drammatica di adulterio e di morte, che ha avuto un'efficace interprete nell'americana Marilyn Buferd". (U.Tani, Intermezzo, n. 22/23, del 15/12/1952).